# 1937年鐵路
此條目列出1937年發生有關鐵路運輸的事件。

## 事件

### 4月
- 4月29日：巴黎地鐵1號線由馬約門站西延至訥伊橋站。

### 5月
- 5月1日：玉南電氣鐵道高幡站改名高幡不動站。
- 5月10日：鼎島線通車。

### 6月
- 6月3日：布宜諾斯艾利斯地鐵布宜諾斯艾利斯地鐵D線通車。
- 6月20日：賓夕法尼亞鐵路關閉曼哈頓轉運站（英语：Manhattan Transfer (PRR station)），改用紐瓦克賓州車站。

### 8月
- 8月5日：京東鐵道通車。

### 11月
- 11月10日：仙山線全線通車。